# Ponti sul Mincio
Pour les articles homonymes, voir Ponti (homonymie).
Ponti sul Mincio est une commune italienne de la province de Mantoue dans la région Lombardie en Italie.

## Géographie
Le territoire de la commune de Ponti sul Mincio est inclus, depuis 1984, dans le Parc naturel régional du Mincio.

## Administration
| Période                                  | Période | Identité | Étiquette | Qualité |
| ---------------------------------------- | ------- | -------- | --------- | ------- |
|                                          |         |          |           |         |
| Les données manquantes sont à compléter. |         |          |           |         |

### Communes limitrophes
Monzambano, Peschiera del Garda, Pozzolengo, Valeggio sul Mincio